# 范比斯布莱特陨石坑
范比斯布莱特陨石坑（Van Biesbroeck）是月球正面风暴洋中横跨在克里格陨石坑南壁上的一座小撞击坑，其名称取自比利时裔美国天文学家乔治·范比斯布鲁克（George Van Biesbroeck，1880年-1974年），1976年该名称被国际天文学联合会正式接受。

## 描述

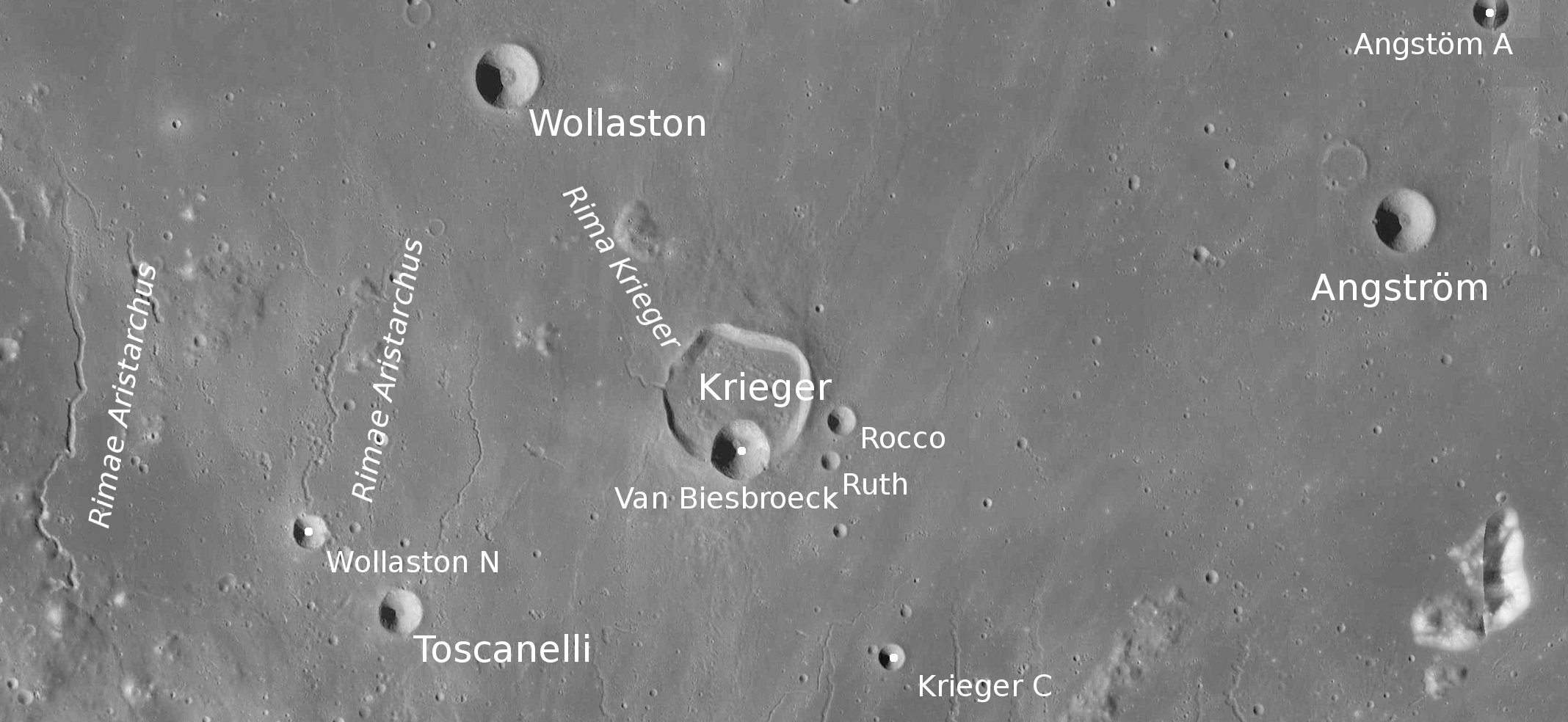
范比斯布莱特的周边，月球勘测轨道飞行器拍摄。

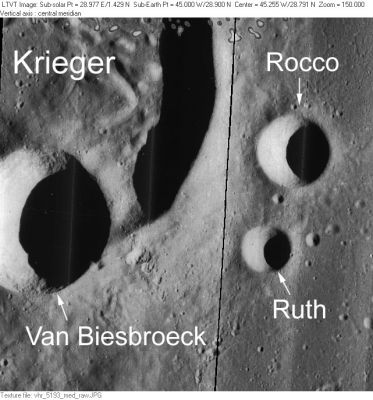
月球轨道器5号拍摄

该陨坑西北毗邻大小相似的渥拉斯顿陨石坑、东面靠近更小的罗科陨石坑和鲁思陨石坑，碗状的托斯卡内利陨石坑则位于它的西南。范比斯布莱特陨石坑的西侧及南面蜿蜒着阿里斯塔克斯月溪，西南延伸着托斯卡内利断崖。该陨坑中心月面坐标为28°46′N 45°35′W / 28.77°N 45.59°W，直径9.08公里，深约1.51公里。
范比斯布莱特陨石坑外观呈正圆形，带有一个平坦的小坑底，坑壁最大高出周边地形340米，坑内容积约29.94立方千米。由于它坐落在克里格陨石坑的坑壁上，因此，各部分坑壁高度悬殊较大。
该陨坑在月食期间曾被记录到其表面温度有异常，这主要是其地质龄不长，表面尚未形成能产生隔热作用的表岩屑覆盖层所致，是年轻陨石坑的一种典型现象。
在1976年被国际天文学联合会正式命名前，该陨坑曾被称作卫星坑克里格 B（即卫星坑标记法：以所靠近的主坑名+字母来命名）。

## 另请参阅
- 小行星范比斯布莱特